# It Might Get Loud
It Might Get Loud (englisch für „Es könnte laut werden“) ist ein Dokumentarfilm / Rockumentary des Regisseurs und Produzenten Davis Guggenheim. Der Musikfilm bezieht sich auf die Geschichte der E-Gitarre im Hinblick auf Erfolg und Musikstil des ehemaligen Gitarristen der britischen Rockband Led Zeppelin Jimmy Page, des Sängers und Gitarristen der Detroiter Alternative-Rockband The White Stripes Jack White und des Gitarristen der irischen Rockgruppe U2 The Edge.

## Produktion
Gedreht wurde in Dublin, London, Los Angeles und Nashville. Das aufgezeichnete Zusammentreffen der drei Star-Musiker, die sich über E-Gitarren unterhalten und zusammen jammen, fand am 23. Januar 2008 statt.
Der Film wurde erstmals auf dem Toronto International Film Festival 2008 gezeigt. In Europa war der Film erstmals auf der Berlinale 2009 zu sehen. In Deutschland kam er am 27. August 2009 in die Kinos.

## Zusammenfassung
Jeder Gitarrist beschreibt die eigene musikalische Rebellion zu seiner Zeit und reist noch einmal zu den Wurzeln seiner persönlichen Musikgeschichte. Page besucht die steinernen Hallen des Landhauses Headley Grange etwas außerhalb von London in Hampshire, wo mit dem Album Led Zeppelin IV einst Stairway to Heaven entstand, und legt eine Platte mit dem Song Rumble von Link Wray auf. The Edge spielt in Dublin unter anderem die original Vier-Spur-Probeaufnahmen von Where the Streets Have No Name vor. Und in Tennessee beschreibt White, wie er von den rohen Klängen des Blues-Sängers Son House und dessen Titel Grinning In Your Face inspiriert wurde.
Unter anderem spielen in dem Dokumentarfilm Jimmy Page, The Edge und Jack White in einem Studio in Los Angeles auf Sofas sitzend zusammen die Stücke I Will Follow von U2, Dead Leaves and the Dirty Ground von den White Stripes und The Weight von The Band.

## Kritiken
In der Süddeutschen Zeitung schrieb David Steinitz: „Ikonenhaftes bleibt natürlich nicht ganz aus, denn der Zauber des Rockstars, der vor tobenden Massen seine Gitarre spielt, lässt sich nicht einfach vom Musikliebhaber subtrahieren. Das ist aber auch gar nicht notwendig, denn die Bühne und die Fans schweben im Musikertraum mit, von dem Moment an, da die ersten Akkorde gelernt werden. Und zu diesem Punkt der Verliebtheit treibt Guggenheim seine drei Helden zurück.“ Den „auf Augenhöhe mit den Weltgitarristen von Led Zeppelin und U2“ agierenden Jack White fand der Der Tagesspiegel besonders bemerkenswert.